# Chapman (Alabama)
Chapman ist gemeindefreies Gebiet im Butler County im Bundesstaat Alabama in den Vereinigten Staaten.

## Geographie
Chapman liegt im Süden Alabamas im Süden der Vereinigten Staaten.
Nahegelegene Orte sind unter anderem Georgiana (2 km südwestlich), Bolling (5 km nördlich), McKenzie (11 km südlich) und Greenville (15 km nördlich). Die nächste größere Stadt ist mit 205.000 Einwohnern die etwa 72 Kilometer nordöstlich entfernt gelegene Hauptstadt Alabamas, Montgomery.

## Geschichte
Chapman befindet sich an einer ehemaligen Strecke der Louisville and Nashville Railroad und wurde gegründet, um lokales Bauholz zu gewinnen. Mit der W. T. Smith Lumber Company hatte eine der ältesten Bauholzfirmen Alabamas ihren Sitz im Ort. Zu dieser Zeit gab es in Chapman drei Sägewerke und über 40 Wohnhäuser der Arbeiter.
Benannt wurde der Ort nach einem Anteilseigner der Rocky Creek Lumber Company, zunächst als Chapman's Station. 1887 wurde ein Postamt eröffnet und der Ort erhielt seinen heutigen Namen.

## Verkehr
Etwa einen Kilometer östlich des Ortes verläuft der U.S. Highway 31, der über 2060 Kilometer von Alabama bis nach Michigan führt. 4 Kilometer westlich verläuft der Interstate 65, der über 1436 Kilometer bis nach Indiana führt.
Etwa 20 Kilometer nordöstlich befindet sich der Mac Crenshaw Memorial Airport.